# Margaret Dumont
Margaret Dumont (20. oktober 1882 – 6. marts 1965) var en amerikansk skuespiller, der især er kendt for sine roller i flere film med Marx Brothers.

## Karriere
Hun blev født som Daisy Juliette Baker i New York, og allerede i 1907 begyndte hun at optræde på teater, ofte i komiske sammenhænge. Hun giftede sig i 1910 med en velhavende mand, hvorpå hun trak sig tilbage fra scenen. Da manden døde i 1918, vendte hun tilbage til teateret, og det var på Broadway, at Marx Brothers fik øje på hende. Hun kom i slutningen af 1920'erne med i sceneudgaverne af det, der blev brødrenes første film, Hotel Kokosnød fra 1929 og Det tossede hus det følgende år. Hun fulgte med Marx Brothers i filmudgaven, hvor hun spillede samme roller som i teaterstykkerne.
I de følgende år havde Dumont stor succes med især Marx Brothers, men hun medvirkede også i film med flere andre af de store komiske navne fra disse år, herunder W.C. Fields og Gøg og Gokke. I alt blev det til mere end 40 film, hvor hun som regel spillede rollen som den rige, lidt naive society-enke, der gav plads til at spille op for filmenes hovednavne, ikke mindst for Groucho Marx. På grund af det lange samarbejde med Marx Brothers kaldte Groucho hende "den 5. Marx Brother" (der var ganske vist fem brødre i forvejen, men højst fire af dem arbejdede sammen ad gangen).
Ud over sine skuespiltalenter havde hun også en ganske udmærket klassisk-skolet sangstemme, som det ind imellem blev muligt for hende at vise i filmene.
Hendes sidste offentlige optræden blev i et tv-program The Hollywood Palace, som blev optaget få dage før hendes død. Her blev hun genforenet med Groucho Marx, der var programmets gæstevært, og de gav nogle af deres gamle numre sammen.

## Filmene med Marx Brothers
Det var især Margaret Dumonts roller i Marx Brothers film, der huskes i eftertiden. Hun var med i alle de af brødrenes film, der regnes for deres bedste. Hun medvirkede i:
- Hotel Kokosnød (1929) – som Mrs. Potter
- Det tossede hus (1930) – som Mrs. Rittenhouse
- En tosset diktator (1933) – som Mrs. Gloria Teasdale
- Halløj i operaen (1935) – som Mrs. Claypole
- En dag på galopbanen (1937) – Mrs. Emily Upjohn
- En dag i cirkus (1939) – som Mrs. Suzanna Dukesbury
- Ballade i butikken (1941) – som Martha Phelps

### Eksempler på dialog mellem Dumont og Groucho Marx
I Halløj i operaen har Groucho (som sædvanligt) brug for at indynde sig for Dumonts figur, og på et tidspunkt svigter han en aftale med hende for en yngre og smukkere kvinde. Hun får øje på ham, og følgende dialog udspiller sig:
Dumont (indigneret): "Jeg har ventet her siden klokken syv."
Groucho: "Ja, med ryggen til mig. Når jeg inviterer en kvinde til middag, forventer jeg, at vi sidder ansigt til ansigt. Det er den pris, hun må betale."
Et andet sted følger dialogen:
Groucho: "Den kvinde? Er De klar over, hvorfor jeg sad sammen med hende? Fordi hun mindede mig om Dem."
Dumont (smigret): "Virkelig?"
Groucho: "Selvfølgelig, det er derfor jeg sidder her med Dem. Fordi De minder mig om Dem. Deres øjne, Deres hals, Deres læber! Alt ved Dem minder mig om Dem. Bortset fra Dem. Hvordan forklarer man det? Hvis hun regner den ud, er hun dygtig!"
Den sidste dialog er typisk for deres samspil: Dumont spiller enken med de mange penge, der gerne vil høre pæne ord, mens Groucho ofte fornærmer hende på det groveste, hvilket som regel går over hovedet på hende. Faktisk hævdes det, at hun sjældent forstod brødrenes vittigheder .

## Andre film
Blandt de øvrige film, hun medvirkede i, kan nævnes:
- Lad tåberne tabe (1941) – med W.C. Fields.
- Gøg og Gokke som danselærere (1943).
- Danny vinder krigen (1944) – med Danny Kaye.
- The Horn Blows at Midnight (1945).
- What a Way to Go (1964) – som mor til Shirley MacLaine.